# The Changeling (Stargate SG-1)
The Changeling (Sustitución) es el décimo noceno episodio de la sexta temporada de la serie de televisión de ciencia ficción Stargate SG-1, y el episodio N.º 129 de toda la serie.

## Trama
En un hospital, un doctor visita a un paciente. El paciente es Teal'c y el doctor es Apophis. Teal'c (quién parece un ser humano normal) entonces despierta y habla con Jonas Quinn, a quien llama "novato", sobre su padrastro, cuando repentinamente Teal'c aparece despertando de un kelno'reem. Luego, mientras conversa con la Mayor Carter, la escena cambia del comedor del SGC al interior de una estación de bomberos. Allí, él habla con el resto del SG-1, todos miembros de una brigada de fuego, sobre el trasplante de riñón para el padrastro de Teal'c, "Brae" (Bra'tac).
La alarma suena y la compañía va a atender un accidente de autos. Allí se preparan para ayudar a los heridos, incluyendo a una víctima que por un instante para Teal'c, se parece a Apophis. Uno de los coches comienza a incendiarse, pero Teal'c ve a Bra'tac dentro del otro auto. Él intenta sacarlo cuando ambos vehículos estallan.
Teal'c aparece luego en la enfermería del SGC, donde la Dra. Fraiser dice no saber lo que le sucede. Teal'c entonces trata de dormir, pero despierta en la cama de un hospital. Él habla con O'Neill, que otra vez es el jefe de la brigada de bomberos, sobre lo sucedido. Más adelante Brae y la esposa de Teal'c, lo visitan.  Sin embargo, Brae le dice a Teal'c que algo está mal, porque él no sufrió quemadura alguna por la explosión. 
Teal'c aparece de nuevo en el SGC. O'Neill y Fraiser hablan con Teal'c sobre su situación y él les cuenta sobre sus sueños. Pronto, Teal'c vuelve a estar en el hospital, donde es visitado por el psicólogo del lugar, el Dr. Daniel Jackson. Salen a dar una caminata para hablar de Brae y del trasplante, pero Teal'c dice no estar asustado por ello. Daniel se va y Teal'c se encuentra nuevamente en el SGC poco antes de que SG-1 salga en una misión por el Portal. Ellos los atraviesan, pero Teal'c aparece en un hospital, en donde Apophis lo enfrenta. Una enfermera lo llama y Teal’c se va rápido, sólo para encontrarse en la sala del Portal otra vez. Él entonces comienza a gritar que su simbionte no está y se desmaya. Teal'c despierta en otro planeta repleto de Jaffa muertos, donde él y Bra'tac apenas siguen vivos. Teal'c toma el simbionte de Bra'tac y se lo implanta asimismo.
Teal'c despierta en la cama con su esposa y hablan sobre del trasplante de riñón y su situación, pero Shauna lo convence de que todo está bien. Al día siguiente Teal'c visita a Brae, pero éste le dice que su cuerpo está rechazando el riñón. Conmocionado, Teal'c luego conversa con Daniel otra vez afuera. Hablan de la operación y especialmente de los sueños de Teal'c. Él no sabe cuál de los 2 sueños es el verdadero, no obstante Daniel le dice que quizás ninguno de estos sea real. 
En tanto, Teal'c aparece siendo traído por el Portal gravemente herido. El SG-1 informa a Hammond que la reunión de Jaffa rebeldes fue una trampa, y que Teal'c y Bra'tac lograron sobrevivir por 3 días compartiendo su simbionte.
Fraiser revela que si bien el simbionte ha logrado mantenerlos vivos, pronto no le quedara más energía. Jacob llega poco después y trae consigo una versión modificada de Tretonina, diseñada para la fisiología Jaffa, la que administran luego a ambos. 
Cuando Teal'c despierta más adelante, Daniel aparece a su lado y le cuenta lo sucedido. Si bien Teal'c le agradece a Daniel por ayudarlo, este le responde que él mismo por su fuerza logró salvarse.

## Artistas invitados
- Tony Amendola como Bra'tac.
- Carmen Argenziano como Jacob Carter/Selmak.
- Michael Shanks como Daniel Jackson.
- Musetta Vander como Shauna.
- Peter Williams como Apophis, Doctor y Víctima del accidente.
- Teryl Rothery como la Dra. Fraiser
- Gary Jones como Walter Harriman.[3]
- Allan Kovacs como 1º Bombero.[3]
- Gianna Patton como Enfermera.[3]
- John Ulmer como Bombero.[3]